# Płochocin (Koejavië-Pommeren)
Płochocin is een plaats in het Poolse district  Świecki, woiwodschap Koejavië-Pommeren. De plaats maakt deel uit van de gemeente Warlubie en telt 270 inwoners.

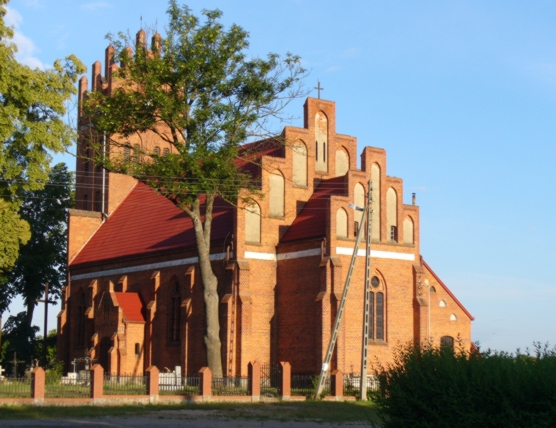
Płochocin